# Élections municipales cubaines de 2022
Les élections municipales cubaines de 2022 ont lieu les 27 novembre et 4 décembre 2022 à Cuba afin d'élire pour cinq ans les conseillers municipaux au scrutin uninominal majoritaire à deux tours,.